# Sonja Wölke
Sonja Wölke (obersorbisch Sonja Wölkowa; * 8. Mai 1956 in Bad Düben, Deutsche Demokratische Republik als Sonja Michalk, obersorbisch Sonja Michałkec) ist eine sorbische Slawistin mit dem Forschungsschwerpunkt Sorabistik. Von 2016 bis 2019 war sie Chefredakteurin des Lětopis – Zeitschrift für Sorabistik und vergleichende Minderheitenforschung.

## Leben
Wölke ist die Tochter des sorbischen Sprachwissenschaftlers Siegfried Michalk und wuchs im Bezirk Leipzig auf. Von 1974 bis 1978 absolvierte sie ein Studium der Polonistik an der Adam-Mickiewicz-Universität Posen. In der Folge war sie bis 1991 als wissenschaftliche Mitarbeiterin am Zentralinstitut für Sprachwissenschaft der Akademie der Wissenschaften der DDR tätig. 1989 promovierte sie dort mit einer Dissertation zur obersorbischen Phraseologie. Ab 1990 arbeitete sie am Slawischen Sprachatlas mit.
Von 1992 bis 1996 war Wölke als wissenschaftliche Mitarbeiterin am Institut für Sorabistik an der Universität Leipzig, ehe sie im Mai 1997 in die Abteilung Sprachwissenschaft des Sorbischen Instituts in Bautzen wechselte. Dort war sie ab 2000 Mitglied der Redaktion des Lětopis und übernahm 2001 die Leitung der Abteilung Sprachwissenschaft. 2002 wurde sie mit einer Arbeit über die Geschichte der sorbischen Grammatikschreibung habilitiert. 2015 gab sie die Abteilungsleitung Sprachwissenschaft im Zuge einer Umstrukturierung am Sorbischen Institut an Hauke Bartels ab und übernahm die stellvertretende Abteilungsleitung. 2016 wurde Wölke als Nachfolgerin von Dietrich Scholze Chefredakteurin des Lětopis – Zeitschrift für Sorabistik und vergleichende Minderheitenforschung und übte diesen Posten anschließend bis 2019 aus, ehe ihr Hauke Bartels nachfolgte. Im Jahr 2022 trat sie in den Ruhestand.
In ihrer Forschung widmete sie sich der sorbischen Phraseologie, Dialektologie, Lexikographie, Stilistik des Obersorbischen sowie der Geschichte der sorbischen Sprache und Sorabistik. Sie ist Mitglied der Maćica Serbska und der obersorbischen Sprachkommission, der sie über viele Jahre vorstand. Darüber hinaus war sie Mitglied der Kommission für den slawischen Sprachatlas und der Kommission für die grammatische Struktur slawischer Sprachen beim Internationalen Slawistenkomitee.
Wölke lebt in Dresden.

## Schriften (Auswahl)
- Verbale Phraseme im Obersorbischen: Untersuchungen zur Valenz und Struktur. Domowina-Verlag, Bautzen 1992, ISBN 978-3-7420-0783-4.
- Die Geschichte der sorbischen Grammatikschreibung: Von den Anfängen bis zum Ende des 19. Jahrhunderts. Domowina-Verlag, Bautzen 2005, ISBN 	978-3-7420-1924-0.
- Gregoriusowe kěrlušowe knižki a jich pozicija mjez najstaršimi hornjoserbskimi rěčnymi pomnikami. (= Kleine Reihe des Sorbischen Instituts. Bd. 10), Sorbisches Institut, Bautzen 2007, ISBN 978-3-9808608-6-4.
- mit Anja Pohontsch und Jana Schulz: Z labyrinta serbšćiny: Bjesady wo rěči. Domowina-Verlag, Bautzen 2009, ISBN 978-3-7420-2127-4.
- mit Hauke Bartels: Einflüsse des Deutschen auf die grammatische Struktur slawischer Sprachen. Domowina-Verlag, Bautzen 2015, ISBN 978-3-7420-2343-8.
- mit Tanja Anstatt und Christina Clasmeier: Obersorbisch. Aus der Perspektive der slavischen Interkomprehension. Narr Francke Attempto, Tübingen 2020, ISBN 978-3-8233-8440-3, doi:10.2357/9783823384403.